# Héroe celta de Bohemia

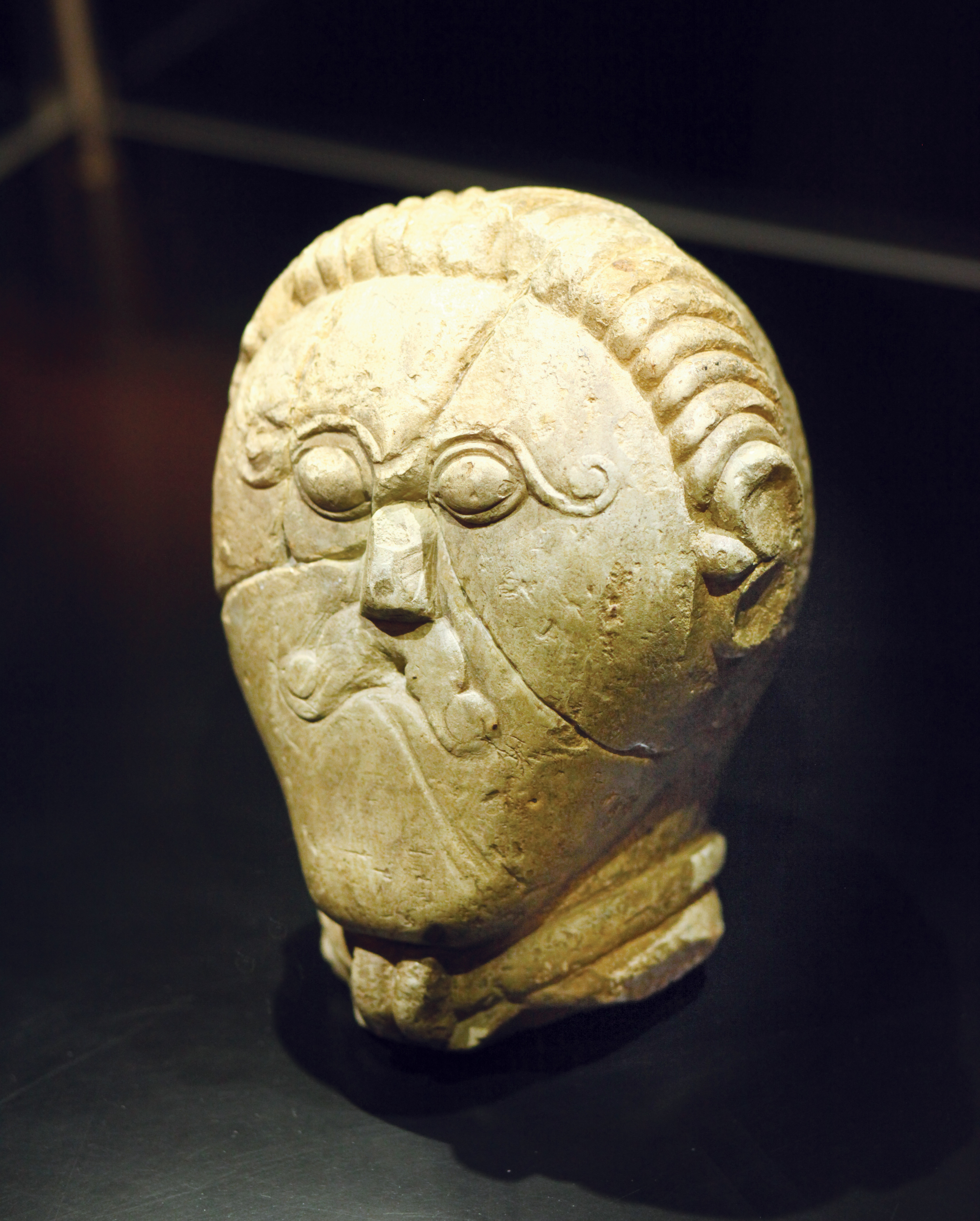
El Héroe Celta de Bohemia.

La cabeza de Mšecké Žehrovice es una cabeza masculina esculpida de c. 150-50 a. C. encontrada en el lugar de Viereckschanze, en Mšecké Žehrovice, aproximadamente 65 km al noroeste de Praga, República Checa. Es una de las obras más conocidas del Arte celta de la Edad del Hierro en Europa, y, junto con el "Príncipe" de Glauberg y el Guerrero de Hirschlanden, una de las pocas representaciones grandes de una figura humana en esta cultura. Después de su descubrimiento en 1943, la escultura se convirtió en uno de los más fotografiados, reproducidos y publicados objetos del periodo La Tène (cc. 450-50 a. C.) La escultura se conserva en el Museo Nacional de Praga con el número de inventario 111938.
Con su bigote icónico, ojos protuberantes, el imprescindible torque y peinado único, la cabeza tallada en marga se convirtió en el prototipo de 'bárbaro' en la Europa del siglo XX, embelleciendo las portadas de muchas publicaciones científicas y populares centradas en la Edad del Hierro europea.

## Descripción

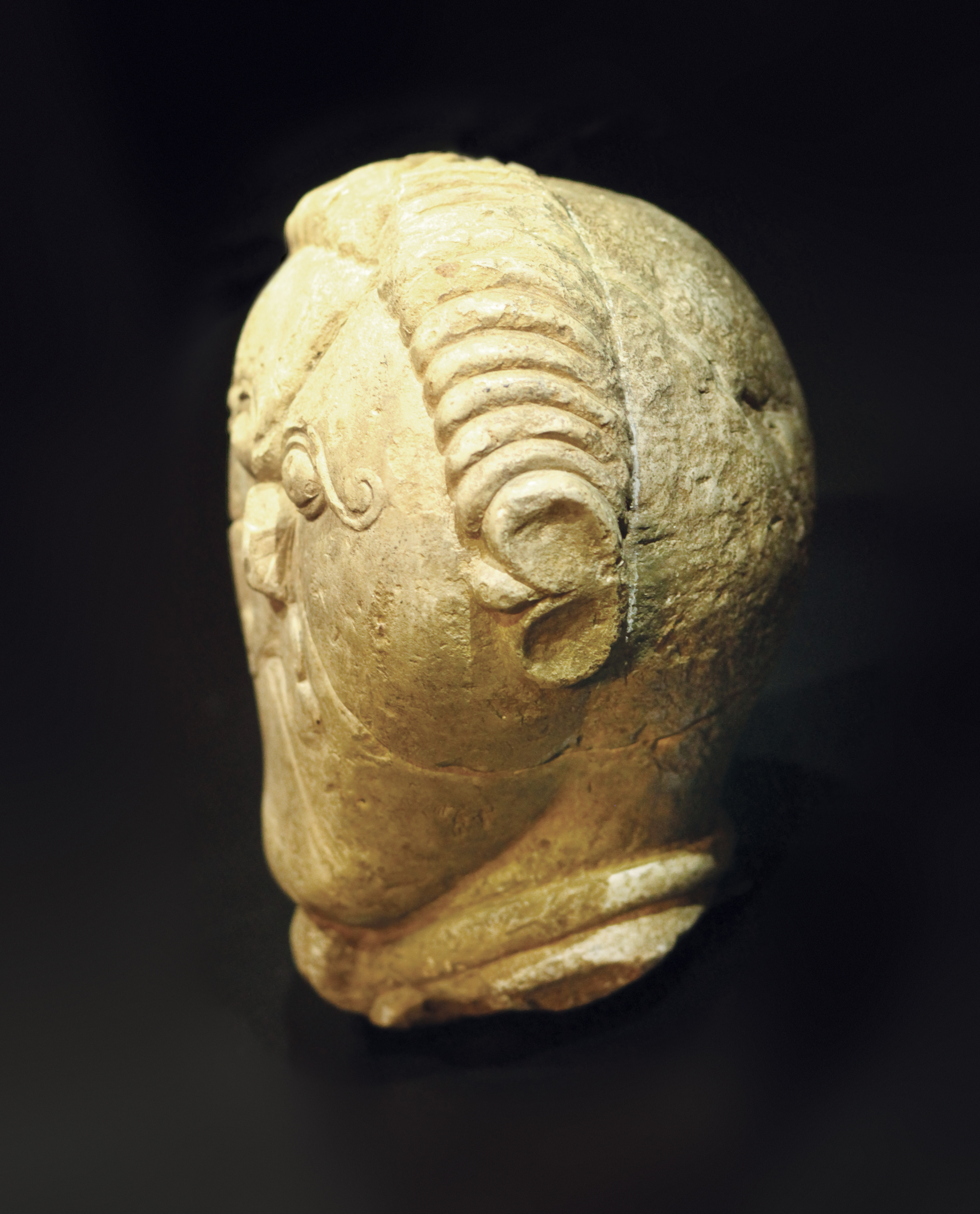
Vista de lado, mostrando la parte posterior rapada de la cabeza.

La cabeza de piedra, esculpida en caliza cretácica local, tiene una altura máxima de 23,4 cm y una anchura de 17,4 cm. La escultura fue rota en al menos cinco trozos en algún momento de la antigüedad. Cuatro han sido encontrados en bastante buena condición. Sin embargo, el fragmento desaparecido o posiblemente fragmentos, parte del lado derecho de la cabeza incluyendo la parte superior de la oreja, no ha sido todavía encontrado. Las características faciales fuertemente estilizadas se proyectan en una superficie casi plana rodeada por un peinado en trenza. La parte posterior de la cabeza aparece rapada en una especie de tonsura. Destacan los ojos ovalados y abultados, contorneados por una ceja curvilínea que combina con un parecido bigote igualmente curvilíneo. La boca está sugerida por una mera línea descendente. Las orejas no son naturalistas sino representadas como brotes de loto, una representación estilizada típica del arte de La Tène. El cuello lleva un torque, el collar tradicional celta. Un torque similar puede ser visto en la escultura del siglo II a. C., Gálata moribundo del Museo de Pérgamo.

## De fondo
La imaginería visual del periodo La Tène se caracteriza por la abundancia del símbolo antropomórfico de la cabeza, propio de la Europa Central y Occidental celtas. Estas imágenes estaban hábilmente entrelazadas en ornamentos, mangos, joyas y relieves mayormente tallados en metal. La escultura exenta antropomórfica era extraordinariamente rara y pocos ejemplos sobreviven. El Héroe Celta fue encontrado durante una excavación en 1943 de un oppidum en Mšecké Žehrovice en la Bohemia central, República Checa. La escultura estaba enterrada en una fosa en la esquina suroeste de un recinto cuadrado localizado dentro del oppidum. Otros artefactos encontrados en la fosa incluyen huesos quemados de animales, trozos de cerámica fechados a finales del periodo La Tène LT C2-D1 (aprox. 150-50 a,C.), piezas de saprolita y un trozo de un alambre de hierro. La datación de la fosa votiva se vio facilitada por los trozos de cerámica que acompañaban al enterramiento de la estatua.